# Tarzánido

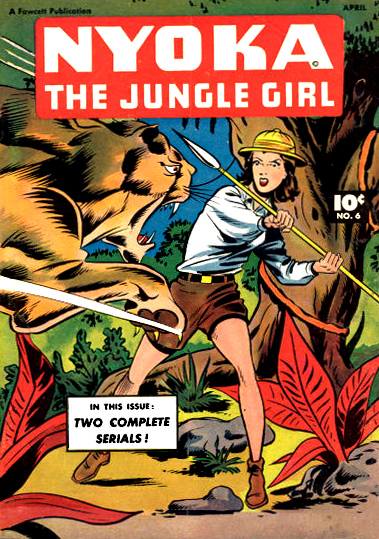
Cubierta de Nyoka the Jungle Girl núm.6, Fawcett Comics.

Tarzánido (en el francés original, Tarzanide) es un término creado por el escritor y editor francés Francis Lacassin, usado para describir personajes de historietas inspirados en Tarzán.
La creación de este tipo de personajes fue propiciada por el gran éxito que alcanzaron las aventuras originales de Tarzán, desde que las mismas surgieron en la literatura en 1912, culminando con el lanzamiento de las tiras de prensa de este personaje en 1928, lo cual abrió camino para un género que unía la seducción de un ambiente exótico y bastante desconocido, con la necesidad de dar pie a un héroe con características arquetípicas emocionantes.

## Etimología
El término "Tarzanide" fue acuñado por el crítico literario francés Francis Lacassin, autor de tres interesantes libros sobre el hombre-mono: Tarzan: mythe triomphant, mythe humilié (1963), "Tarzan" ou le Chevalier crispé (1971), y La Legendé de Tarzan (2000).
Los términos "Tarzanide" y "Tarzanidi" se aplican exclusivamente a personajes de historietas franco-belga e italianas, La grafía "Tarzanidi" también es aplicable, y a veces también la variante "Tarzanico".
En publicaciones estadounidenses el término Tarzanesque es bastante usual. En un sentido más general y según el diccionario online The Free Dictionary, Tarzanesque es un vocablo usado especialmente para describir de forma irónica a hombres fuertes y habilidosos.

## Características
Un tarzánido se asemeja a Tarzán en su desenvoltura física, dentro de una línea de acción que incluye: una vida aventurera en la selva; el don de comprender y/o ser comprendido por los animales; el contacto con civilizaciones perdidas y aisladas, y el coraje y habilidad suficientes para desenvolverse en la naturaleza.
Al igual que Tarzán, un tarzánido generalmente es un blanco que ejerce de "rey de la selva", dominando su entorno. No solo puede derrotar a cualquier otro animal, sino también comunicarse con ellos, e incluso liderarlos, y además generalmente es respetado por la mayoría de las tribus de la vecindad, y de vez en cuando encuentra y se relaciona brevemente con civilizaciones perdidas.
Engloban distintos héroes, femeninos o masculinos, adaptados a aventuras ambientadas en un entorno que dispara el imaginario popular, incluyendo además de las selvas africanas, tanto la selva amazónica como selvas extrañas en islas tropicales o en regiones polares.

## Historia

### Los años treinta

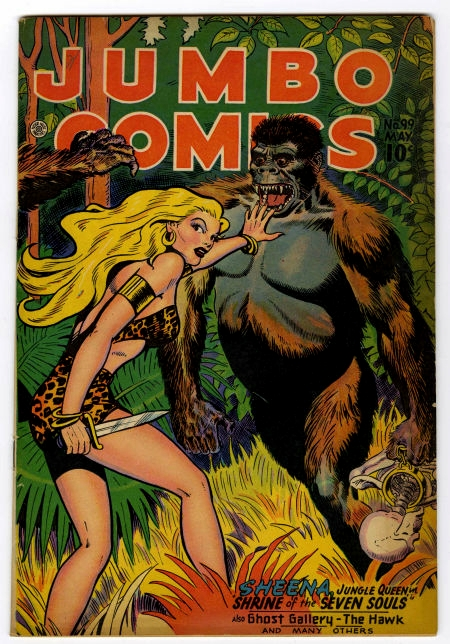
Aunque Sheena no fue la primera "chica de la selva", sí fue la primera en presentar un biquini de piel de leopardo, una característica inédita que sería luego bastante repetida.

El éxito de las tiras de prensa de Tarzán surgidas en 1928, impulsó la creación de varios "héroes" y "heroínas de la jungla", (estas últimas también llamadas "mujeres de la selva"" chicas de la jungla" o "tarzanas").
En 1931, el escritor Jerry Siegel, que luego sería uno de los creadores de Superman, pero que en esa época estaba en la enseñanza media, desarrolló una parodia de Tarzán para el periódico estudiantil The Torch de la Glenville High School.

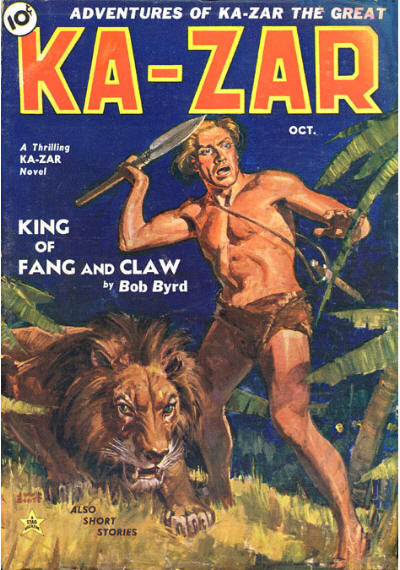
Cubierta de Ka-Zar núm.1, 1936

En 1933, Pedrito y Francisco Reyes crearon a Kulafu, uno de los primeros héroes del cómic filipino.
En 1936, la editorial Timely Comics (actualmente Marvel Comics) publicó la primera historia con el personaje "Ka-Zar el Grande", un joven llamado David Rand que fue criado en el Congo Belga junto al león Zar. En el mismo año, William L. Chester lanzó el personaje Kioga, que vivía sus aventuras en el Estrecho de Bering, y en 1938 se estrenó la serie cinematográfica Hawk of the Wilderness, con el personaje Kioga interpretada por Herman Brix, quien también había interpretado a Tarzán en otro serial lanzado en 1935. En New Comics núm.5 (junio de 1936), se lanzó el personaje Sandor de Homer Fleming, que vivió aventuras en el noreste de India.
En 1937, Will Eisner y Jerry Iger crearon Sheena, la reina de la selva, una de las más conocidas "chicas de la jungla". A pesar de ser bastante célebre y exitosa, este personaje no fue el primero en encarnar este arquetipo, ya que en 1904 había surgido "Rima" un personaje del libro Green Mansions: A Romance of the Tropical Forest escrito por Guillermo Enrique Hudson ocho años antes de que apareciese Tarzán. Hay que destacar que Sheena presentaba características inéditas: fue la primera "reina de la selva" en llevar un biquini de piel de leopardo, que luego se tornaría en un cliché de este tipo de personajes, y fue también la primera en tener una revista propia, publicada regularmente por Fiction House entre 1942 y 1953, ya que por ejemplo Rima (Rima, the Jungle Girl) solamente consiguió algo similar en 1974 impulsada por DC Comics, esta no es la primera adaptación del personaje de cómic, ya que la novela había aparecido en Rima fue adaptada por Alex Blum en Classics Illustrated núm. 90 (1952)
En 1939, el italiano Athos Cozzi creó el primer tarzánido de la posguerra española en el cuaderno Sindhu y el león sagrado.

### Los años cuarenta

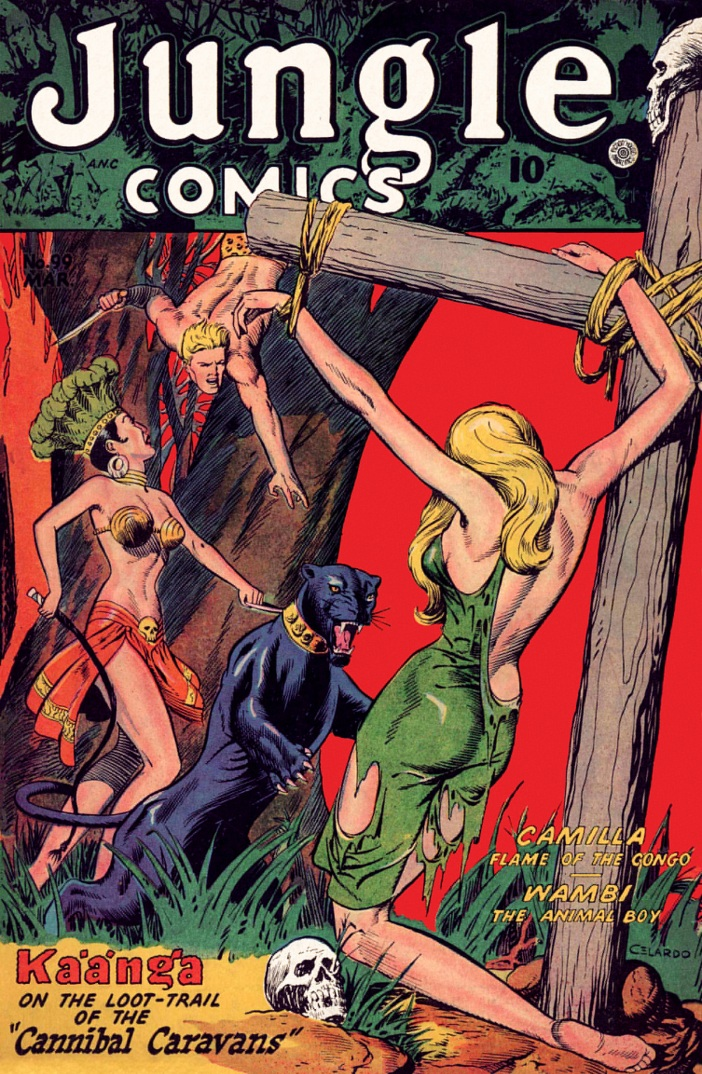
Kaanga en la portada de Jungle Comics núm. 99, Fiction House, marzo 1948 arte de John Celardo

En 1940, Fiction House comenzó a publicar las historias de "Kaanga, el rey de la selva" en Jungle Comics. Además de Kaanga y Sheena, Fiction House ya había sacado la revista pulp Jungle Stories, con el personaje "Ki-Gor", así como "Camilla, Queen of the Lost Empire" y "Tabu, the Jungle Wizard".
En España, Enrique Pertegás creaba Ultus rey de la selva (1943) y Silac el hombre león (1945), de una calidad gráfica inédita en su época.

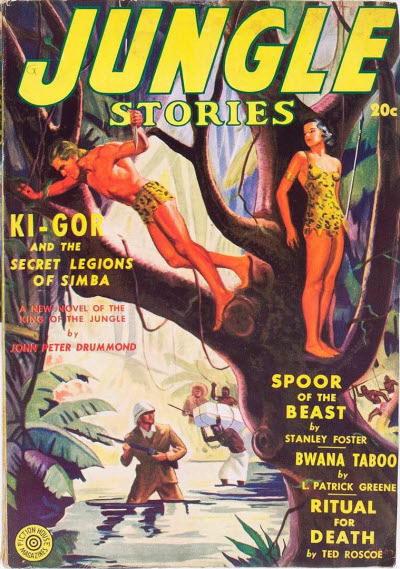
Ki-Gor en Jungle Stories, 1939

En 1947, incomodado con forma en que se presentaba a los negros en las historietas (principalmente en relatos de héroes ambientados en África), el periodista afroamericano Orrin C. Evans lanzó la revista All-Negro Comics, dirigida para la comunidad negra (algo parecido como los llamados race films entre los años 1910 y 1950 y al cine blaxploitation de la década de 1970). En esa revista, el hermano de Orrin Evans, George J. Evans Jr, creó el héroe Lion Man, un científico afroamericano al servicio de la ONU, que al ser enviado a la Costa de Oro en África encontró una mina de uranio, y temiendo que la misma cayera en manos equivocadas, resolvió protegerla por sí mismo, transformándose así en una especie de tarzánido negro. A pesar de los esfuerzos de la editorial, esta historieta alcanzó apenas una entrega, pero no fue el único intento de sacar adelante un tarzánido negro, ya que el también afroamericano Matt Baker creó en 1945 Voodah para la tercera edición de la revista Crown Comics de la editorial Golfing/McCombs. Hay que mencionar, sin embargo, que la portada del quinto número de Voodah se ilustró con un caucasiano, mientras que era negro el héroe de las páginas interiores y que a partir del siguiente número, Voodah pasó a ser blanco tanto en las páginas internas como en las ilustraciones de cubierta.

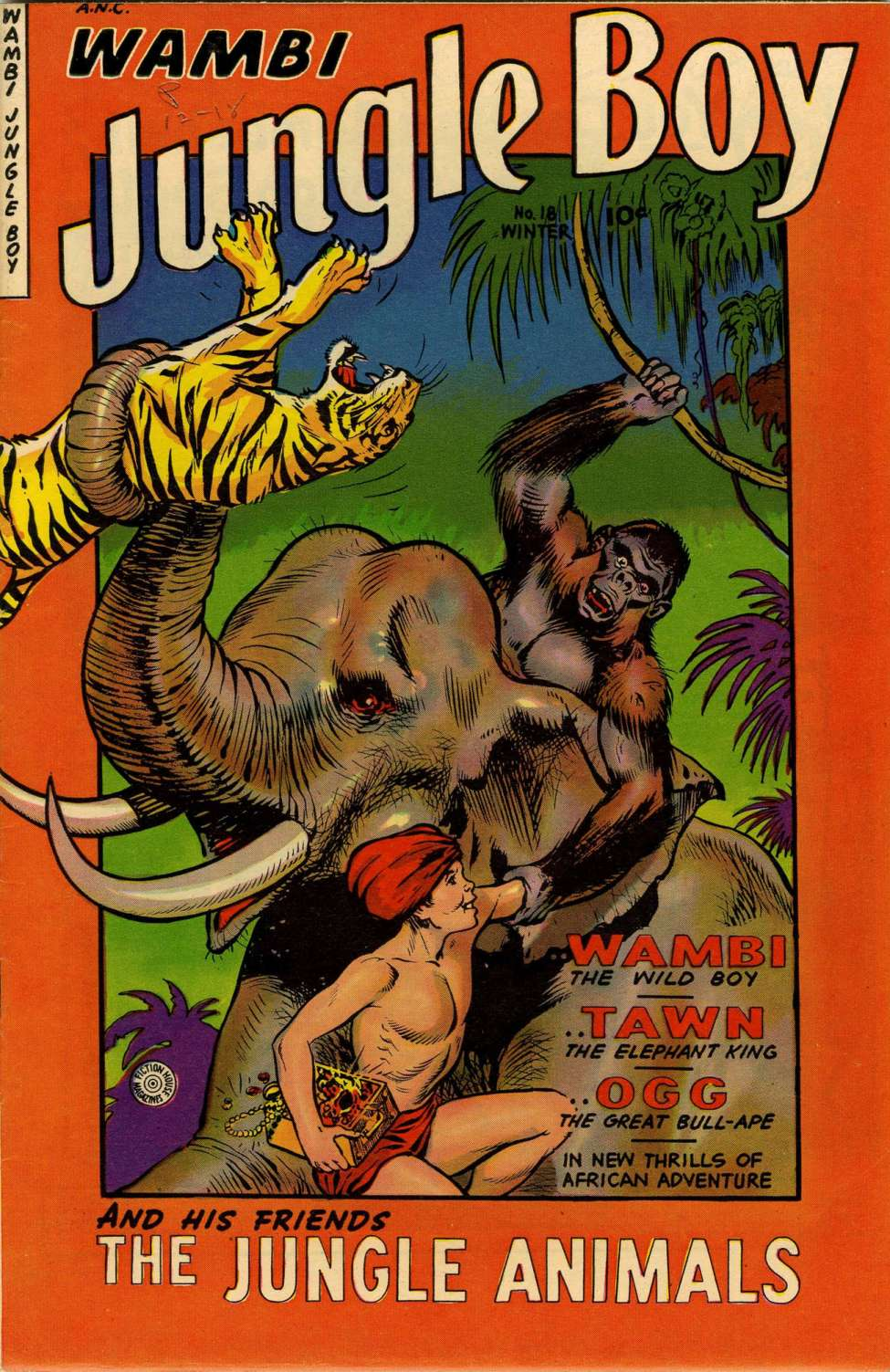
Wambi, Jungle Boy núm.18 (1952)

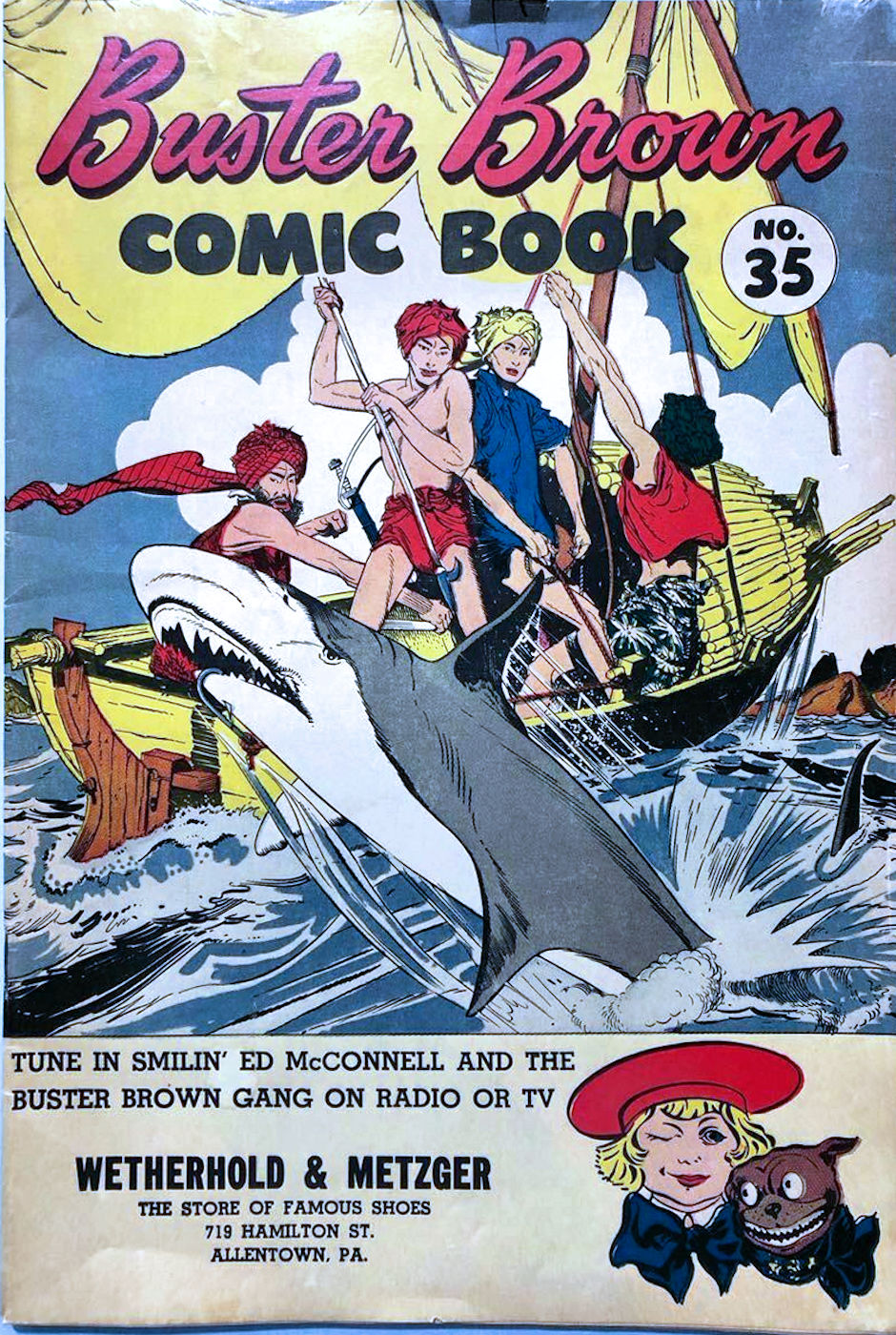
Buster Brown Comic Book núm. 35 (1954)

Fiction House lanzó algunos personajes de origen indio: Wambi, Jungle Boy, lanzado en Jungle Comics núm. 1 (enero de 1940), cocreado por Henry Kiefer, Wambi vivía en una jungla que mezcla elementos de selvas africanas e indias, además de revista Jungle Comics, Wambi se publicó en su propia revista, la princesa creado de forma anónima publicado en Jungle Comics núm. 57 (1944) y Jan of the Jungle, cocreado por Enrico Bagnoli y lanzado en Rangers Comics núm. 42 ( agosto de 1948). En Buster Brown Comics núm. 11 (1948), se presentó el personaje Ghanga, pero luego se deletreó como Gunga. El actor indio-estadounidense Sabu Dastagir interpretó a dos personajes creados por Rudyard Kipling: Toomai en Elephant Boy (1937) y Mowgli en Jungle Book (1942), se convirtió en un personaje de cómic inspirado en estos papeles: Sabu, Elephant Boy, publicado en Red Circle Comics núm.4 (abril de 1945) y una revista propia de dos números con historias ilustradas por Wally Wood y publicadas por Fox Feature Syndicate.
En años 1950, dos artistas que trabajaron en los títulos de Fiction House, funcionarían en la tira de Tarzán: John Celardo (que ilustra historieta protagonizada Kaanga) y Bob Lubbers (que ilustra historietas Camilla).
En 1949, el actor Steve Reeves protagonizó el episodio piloto de la serie de televisión Kimbar de la selva, sin embargo, el proyecto no está aprobado.
En Brasil, el haitiano André LeBlanc crea Morena Flor era una chica de las selvas brasileñas publicado en tiras diarias, también fue publicada en 1952 en la revista Capitão Atlas, un cazador similar a Jungle Jim creado por Péricles do Amaral como programa de radio, fue adaptado para cómics por Fernando Dias da Silva. LeBlanc fue el asistente de Sy Barry en otro héroe de la jungla: The Phantom, creado por Lee Falk.

### Los años cincuenta
En 1950 surgió el personaje Akim en la revista italiana Albo Gioiello, una revista en formato talón de cheque, creación del guionista Roberto Renzi y del dibujante Augusto Pedrazza. Akim no solamente vivía aventuras en la selva, sino que también combatía a los criminales en el llamado "mundo civilizado", y para eso incluso usaba ropas comunes como las que son usuales en las grandes metrópolis; este personaje fue publicado hasta el año 1991.

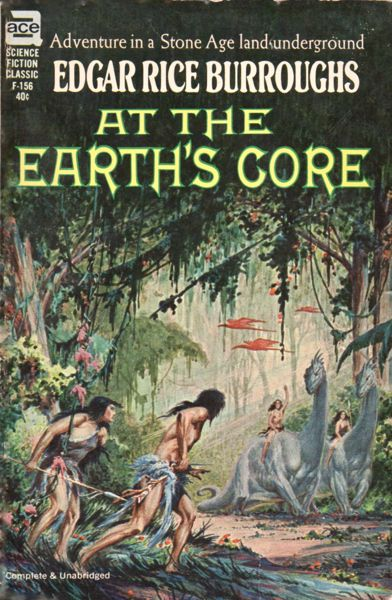
Hombres de las cavernas y dinosaurios en el mundo perdido de Pellucidar, portada del libro "At The Earth's Core" de Edgar Rice Burroughs, 1962, arte de Roy Krenkel.

En 1952, Frank Frazetta creó Thun'da, King of Congo para Magazine Enterprises, y el personaje llegó a contar ese mismo año con un serial, King of the Congo, interpretado por Buster Crabbe (actor que en su momento también había interpretado a Tarzán en la serie Tarzan the Fearless del año 1933). Thun'da (cuyo verdadero nombre era Robert Drum) era un aviador de la Fuerza Aérea Americana que se perdió en el Congo, y que allí enfrentaba dinosaurios y otros seres prehistóricos (elementos que también existían en las tradicionales historias de Tarzán, pero limitados al Mundo Perdido de Pal-ul-don y a Pellucidar, otra colección de libros escrita también por Edgar Rice Burroughs), pero que no fueron incluidas en la serie. En la década de 1960, Frazetta ilustró cubiertas de libros de bolsillo de los cuentos de Tarzán publicados por Ace Books.
En 1953, Joe Kubert lanzó Tor, cuyas aventuras estaban ambientadas directamente en la prehistoria (y más precisamente en el año un millón antes de Cristo, o sea correspondiente al Periodo Cuaternario, en el cual y según los paleontólogos surgieron los primeros humanos). A pesar de esa concreta referencia temporal, el autor hizo uso de licencias poéticas para incluir dinosaurios en esas historias, ya que como se sabe los dinosaurios se extinguieron hace 65 millones de años. Años más tarde, Kubert también ilustraría las historietas de Tarzán, y en la década de 1950 Atlas Comics (nombre usado por Marvel en ese tiempo) lanzó la revista Lorna the Jungle Queen, protagonizada por Loira, una muchacha de la selva, aunque después de cinco entregas, la revista cambió su nombre por el de Lorna the Jungle Girl. 
Entre 1954 y 1955, se publicaron dos revistas que tenían la selva como escenario: Jungle Action y Jungle Tales. En Jungle Action vieron la luz dos personajes típicamente inspirados en Tarzán: Lo-Zar (luego renombrado como Tharn en las reediciones de los años 70 para que no se confundiera con Ka-Zar) y Jungle Boy además de la muchacha de la selva Jann of the Jungle. En revistas de historietas estadounidenses era práctica usual cambiar el nombre a las revistas de vez en cuando, y ello sucedió también con Jungle Action que a partir de su octavo número pasó a llamarse Jann of the Jungle, y que duró otros nueve más.
Hay que señalar que en Jungle Tales núm.1, fue publicada la historia de Waku, Prince of Bantu, una nueva tentativa de un héroe negro ambientado en las selvas africanas. Creada por autores desconocidos, la historia mostraba un príncipe africano. Este personaje presentó algunas características que luego fueron retomadas en la Pantera Negra (otro personaje de Marvel, creado por Stan Lee y Jack Kirby en Fantastic Four núm.52 de julio de 1966). En 1972, ya como Marvel Comics, la editora lanzó una nueva revista llamada Jungle Action, que en sus primeros cuatro números constaba de reediciones de historias antes incluidas en la revista original (Tharn y Jann) y algunas historias de Lorna,; ya en el quinto número publicado en 1973, pasó a tener historias de Pantera Negra.
En 1955, se lanzó la película japonesa Buruuba.
En España, la Editorial Maga triunfa con varias series que se basan el personaje de Burroughs: Pantera Negra (1956) y su vástago Pequeño Pantera Negra (1958), donde destaca el dibujo de Miguel Quesada, y Bengala (1958). Poco después, en México, Joaquín Cervantes Bassoco crea Tawa, el hombre gacela (1959).

### Los años sesenta
En los años sesenta, el arquetipo se mantiene vivo en numerosos países, aunque cayendo frecuentemente en lo rutinario: Tamar (1961) en España, Zagor (1961) en Italia, Zembla (1963) en Francia, etc.
Zembla, creado por Marcel Navarro para competir con Akim, estaba más cerca de la parodia que su modelo. Hay que destacar que Zembla surgió en la revista Spécial Kiwi, y llegó a tener historias dibujadas por el cocreador de Akim, Augusto Pedrazza. Zembla, criado por leones y vestido con una piel de leopardo, tenía como aliados a un león, a un gato-salvaje, a un canguro, a un pigmeo, y a un mago (este último nítidamente inspirado en Mandrake de Lee Falk). Zembla fue publicado hasta 1994 en Francia, y junto con Akim fueron editados en formato digest.
Otra creación francesa fue Yataca, nacido en la selva amazónica, aunque después de veinte números sus historias pasaron a estar ambientadas en África de forma inexplicable.
En 1962, el actor brasileño Wilson Vianna protagonizó dos películas del tarzánido mexicano Barú: Barú, el hombre de la selva y El mundo salvaje de Barú. En la televisión brasileña, Vianna interpretó al Capitão Atlas.
A mediados de los años 60, aprovechando el éxito del género, algunas editoras brasileñas crearon sus propios tarzánidos, y uno de ellos fue Targo (de la Editora Outubro luego denominada Taika). Targo era un huérfano que había sobrevivido a un accidente de aviación en la selva Amazónica (y más precisamente en la frontera del Estado de Amazonas con el Perú, sin perjuicio de que luego también viviese historias ambientadas en el Planalto Central). Este huérfano fue criado por indios apocajés; el personaje tuvo aventuras producidas por artistas tales como Helena Fonseca, Jayme Cortez, Gedeone Malagola, Nico Rosso, y Rodolfo Zalla, y al igual que Tarzán y Thun'da, Targo también convivía con criaturas prehistóricas consideradas extintas. Nótese que la idea de una Amazonia habitada por seres prehistóricos ya había sido presentada anteriormente en el libro The Lost World de Arthur Conan Doyle publicado en 1912. Targo también tenía su propio núcleo familiar, compuesto por su esposa Arimá, el hermano de ella Aurici, y un jaguareté. Bajo la dirección de Jayme Cortez, este personaje fue una creación conjunta de editores e historietistas de la Editora Outubro, y Gedeone Malagola tomó su nombre de un amigo policía que poseía el apellido "Targa"; Gedeone acostumbraba bromear con el nombre de su amigo comparándolo con el de Tarzán de los monos. Al mismo tiempo, Targa también fue el nombre usado para un tarzánido francés publicado en la década de 1940. El propio Gedeone también había creado otro personaje inspirado en Tarzán llamado "Tambu", y creado nuevas historias de Tor por Joe Kubert para Gráfica Novo Mundo, otro ejemplo fue Tarun de Paulo Iutaka Fukue. Por su parte, el personaje Fukue fue lanzado en la revista "Magia Verde" de EDREL. Así como Thun'da, Tarun tampoco encajaba completamente en el arquetipo del criança selvagem / bom selvagem, pues era un hombre que intentaba volver a la civilización, y como Targo, Tarun vivía aventuras en una región perdida de Amazonia, la "Región Fantástica".
Una nueva versión de Ka-Zar fue desarrollada en 1965 por Stan Lee y Jack Kirby, como un personaje secundario del comic book Uncanny X-Men, donde el Congo Belga fue cambiado por una ficticia Tierra Salvaje (una zona tropical curiosamente localizada en el círculo polar antártico, también habitada por seres prehistóricos que se suponía extintos, muy semejante por lo tanto a Pellucidar, la tierra hueca creada por Edgar Rice Burroughs), el león Zar, por el tigre diente de sable Zabu, y David Rand, por Kevin Plunder. Ka-Zar fue un tarzánido bien concebido y desarrollado (tuvo varias revistas propias, miniseries, y novelas gráficas).
Entre 1967 y 1968, DC Comics publicó la revista Bomba, the Jungle Boy. El personaje Bomba surgió en una serie de libros iniciada en 1926 y que finalizó en 1938, y al igual que Tarzán, Bomba contó también con una adaptación cinematográfica entre 1949 y 1955, con historias ambientadas en selvas de América del Sur. En su momento Bomba fue interpretado por Johnny Sheffield, quien también había personificado al hijo adoptivo de Tarzán y de Jane en el filme "Tarzan Finds a Son!" del año 1939. En serial, América del Sur se cambió para África, los productores reaprovecharon escenas del documental Africa Speaks! (1930).
En la década de 1970, las historias de Bomba serían reeditadas en algunas revistas, entremezcladas con las de Tarzán, producidas entonces por Joe Kubert, y para no violar derechos de autor, Bomba entonces fue llamado Simba.

### Los años setenta
En 1972 el español Carrillo creó Gora Gopal, también publicado en Francia.
En 1973, Marvel lanzó otra muchacha de la selva, Shanna, que desde el inicio tuvo revista propia, aunque la misma solamente alcanzó las cinco entregas, pasando a publicarse sus relatos en la revista de Ka-Zar (con quien se casaría), así como en Daredevil y en Hulk.

### En la actualidad

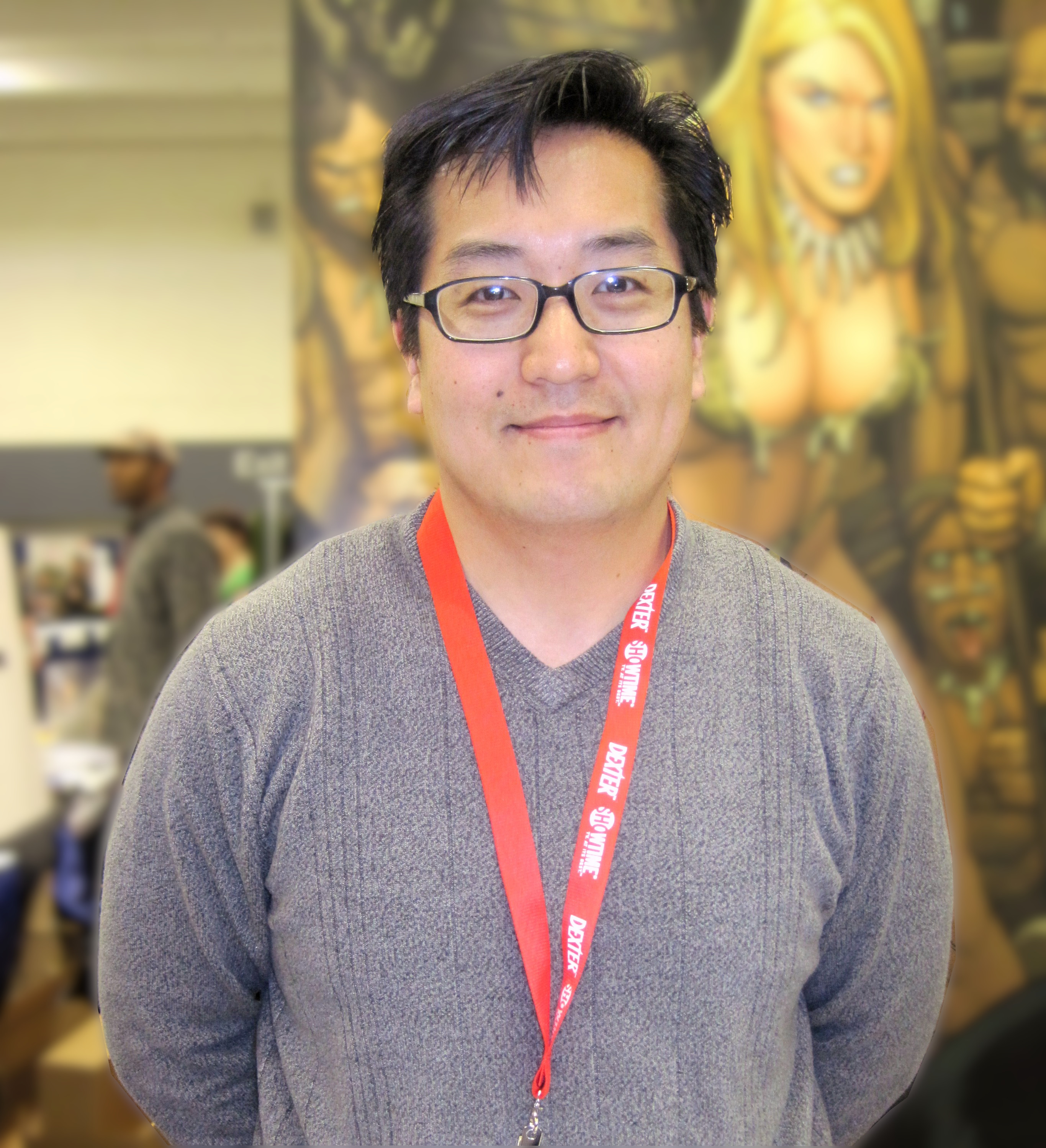
El historietista Frank Cho y al fondo su "Jungle Girl".

Varios de los tarzánidos creados para el mercado estadounidense se encuentran en dominio público en ese país, debido a que con la implantación de la Comics Code Authority a mediados de la década de 1950, varias editoras fueron cerradas y como consecuencia no renovaron los derechos de sus personajes, como sí hicieron los herederos de Edgar Rice Burroughs y también ciertas grandes empresas como Walt Disney Company. Tarzán en realidad también entró en dominio público en 2001, pero antes de eso algunos autores ya utilizaban este personaje en sus historias. Entre mediados de la década de 1990 e inicio de la década de 2000, el personaje de Tarzán participó de crossovers con personajes tales como Batman, Superman, y Predator.
En 1999, el guionista Warren Ellis y el dibujante John Cassaday crearon varios personajes inspirados en pulps para la serie Planetary, entre ellos Kevin Sack y Lorde Blackstock, nítidamente inspirados en Tarzán, y en el año 2000, Alan Moore utilizó una versión de Tarzán en su obra The League of Extraordinary Gentlemen.
En 2000, la emissora brasileña Rede Globo lanzó la telenovela Uga-Uga de Carlos Lombardi, donde el actor Cláudio Heinrich interpretó a un joven creado por indios y que se parecía a Tarzán.
En 2005, Shanna tuvo una miniserie producida por el dibujante Frank Cho, quien también creó su propia muchacha de la selva, Jana, publicada en la miniserie Jungle Girl por Dynamite Entertainment (conocida por editar muy variados proyectos con personajes en dominio público).
En 2007, la prorpia Sheena tuvo una miniserie de cinco entregas publicada por Devil's Due Digital, con guion de Steven E. de Souza (guionista de cine, muy conocido por el guion del filme Duro de Matar, protagonizado por Bruce Willis), dibujos de Matt Merhoff y portadas de Joe Jusko, Nicola Scott, Khary Randolph, y Tim Seeley. Por su parte y en el inicio del año 2010, Devil's Due Digital comenzó a distribuir material digitalizado de Sheena.

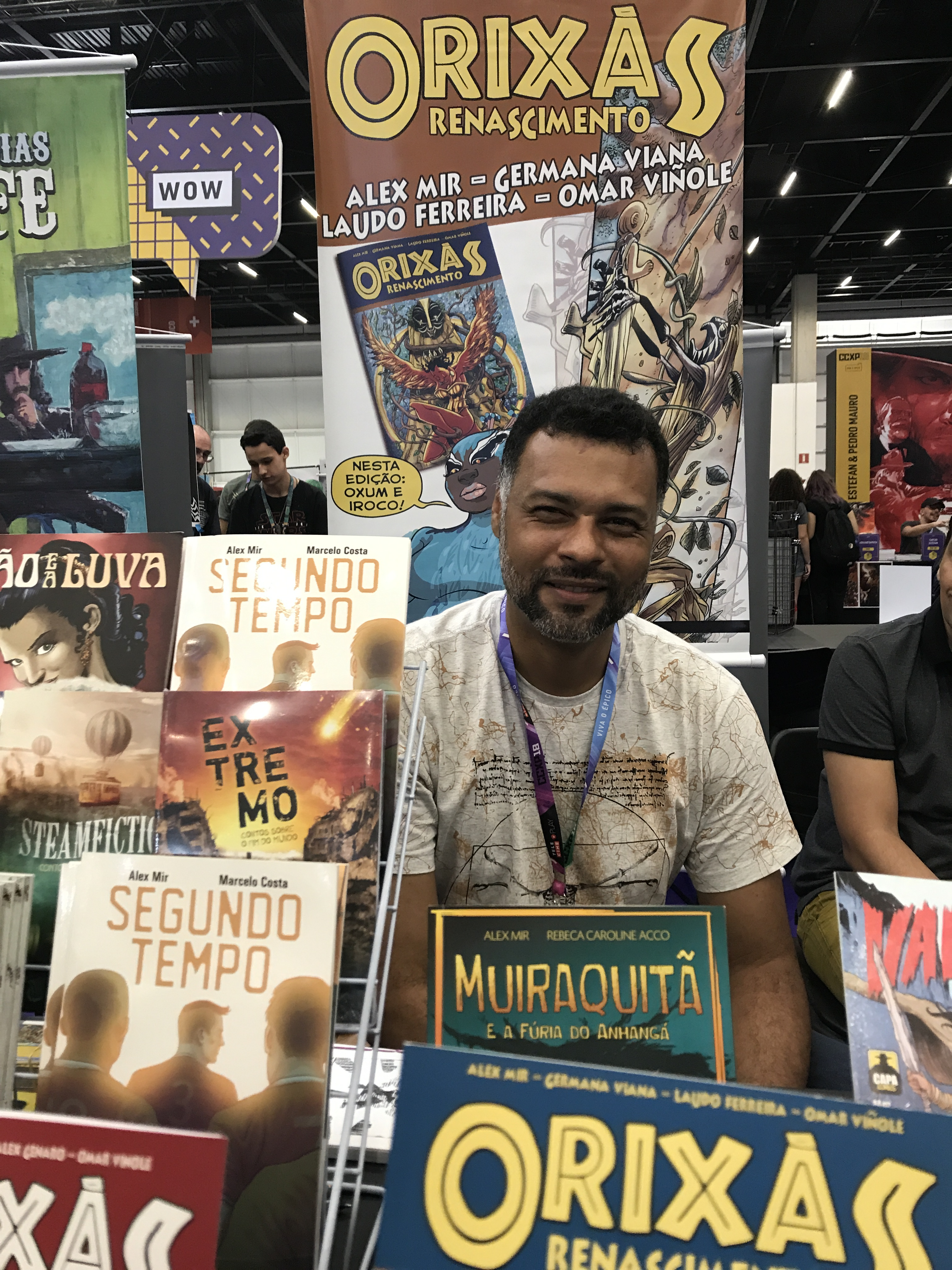
Alex Mir, creador de Valkíria.

En 2008, el guionista Alex Mir y el ilustrador Alex Genaro lanzaron la serie Valkíria, la serie muestra al personaje principal en un Brasil postapocalíptico donde las criaturas prehistóricas regresaron a vivir en la Tierra.
En el año 2011, Dynamite Entertainment lanzó la revista Lord of the Jungle, evitando usar el nombre de Tarzán, ya que a pesar de estar en el dominio público no puede ser usado en títulos de libros sin la correspondiente autorización.
En julio de 2023, Antarctic Press anunció la publicación de Valkíria en su versión de Jungle Comics.

## Legado
Tarzán y los tarzánidos convirtieron la jungla en un espacio mítico para la cultura popular, junto a otros héroes de las viñetas que se escapaban del arquetipo creado por Edgar Rice Burroughs:
- Tim Tyler's Luck (1928);
- Jim de la Selva (1934) de Alex Raymond, creado específicamente para competir con Tarzán,[118] pero que en realidad no era un típico "rey de la selva" sino un cazador[119] que vagabundeaba por la selva asiática y que allí vivía diferentes clases de aventuras.[120] Al comienzo de la serie, estaba el personaje de Zobi, the jungle boy.[121]
- The Phantom (1936).
- Kalar (1963).